# بریدج تاون، نوا اسکوشیا
بریدج تاون، نوا اسکوشیا (به انگلیسی: Bridgetown, Nova Scotia) یک منطقهٔ مسکونی در کانادا است که در شهرستان آناپولیس، نوا اسکوشیا واقع شده‌است. بریدج تاون ۹۴۹ نفر جمعیت دارد.

## خواهرخوانده
شهر بریج‌تاون خواهرخواندهٔ بریدج تاون، نوا اسکوشیا هست.